# Rhopaea verreauxi
Rhopaea verreauxi är en skalbaggsart som beskrevs av Blanchard 1851. Rhopaea verreauxi ingår i släktet Rhopaea och familjen Melolonthidae. Inga underarter finns listade i Catalogue of Life.